# Bright Idea
Bright Idea — дебютный альбом голливудской группы Orson, выпущен группой самостоятельно в 2005 году, а 29 мая и 13 июня 2006 года был перевыпущен в Великобритании и во всём мире. Поддержка синглов «No Tomorrow», «Bright Idea», «Happiness» и «Already Over» помогла Bright Idea попасть 4 июня 2006 года на 11 место в UK album chart.

## Об альбоме
Пластинка была записана группой за $5000 в Голливуде под руководством продюсера Ноа Шэйна.
Пластинка получила платиновый статус в Великобритании. Всего в мире было продано 700 000 копий.

## Список композиций
1. «Bright Idea» — 4:13
2. «No Tomorrow» — 2:47
3. «Happiness» — 3:56
4. «Already Over» — 3:52
5. «Downtown» (доступен только в британском издании) — 4:23
6. «Tryin' to Help» — 3:04
7. «So Ahead of Me» — 3:34
8. «Last Night» — 4:33
9. «Look Around» — 5:05
10. «Save the World» — 3:40
11. «OK Song» — 3:50

## История релиза
| Регион         | Дата              |
| -------------- | ----------------- |
| Великобритания | 29 мая 2006 года  |
| Мир            | 13 июня 2006 года |

## Чарты
| Чарт (2006)    | Пиковая позиция |
| -------------- | --------------- |
| Австрия        | 51              |
| Франция        | 29              |
| Германия       | 48              |
| Ирландия       | 32              |
| Швейцария      | 38              |
| Великобритания | 1               |